# Zonulispira
Zonulispira is een geslacht van weekdieren uit de klasse van de Gastropoda (slakken).

## Soorten
- Zonulispira chrysochildosa Shasky, 1971
- Zonulispira crocata (Reeve, 1845)
- Zonulispira grandimaculata (C. B. Adams, 1852)
- Zonulispira zonulata (Reeve, 1842)